# Eutomopepla nonlineata
Eutomopepla nonlineata är en fjärilsart som beskrevs av Thierry-mieg 1915. Eutomopepla nonlineata ingår i släktet Eutomopepla och familjen mätare. Inga underarter finns listade i Catalogue of Life.